# Duravel
Duravel település Franciaországban, Lot megyében. Lakosainak száma 946 fő (2022. január 1.). Duravel Montcabrier, Puy-l’Évêque, Saint-Martin-le-Redon, Soturac, Touzac és Vire-sur-Lot községekkel határos.

## Népesség
A település népességének változása:
| Lakosok száma | 983  | 875  | 894  | 930  | 977  | 974  | 965  | 955  | 947  | 946  |
|               | 1968 | 1982 | 1990 | 2006 | 2013 | 2015 | 2017 | 2019 | 2020 | 2022 |